# Ferdynand Ossendowski
Œuvres principales
- Bêtes, Hommes et Dieux (1923)
- Lénine (1931)

Ferdinand Antoni Ossendowski, armories Lis, né le 27 mai 1876 près de Ludza (aujourd'hui en Lettonie) et mort le 3 janvier 1945 à Milanówek près de Varsovie, est un géologue, explorateur, homme politique et auteur polonais de récits d'aventures et de voyages. Pourchassé par le tsar pour ses idées avant d'être condamné par les bolcheviks en 1920, il est l'auteur du roman Bêtes, Hommes et Dieux.
Appelé « le Robinson Crusoé du vingtième siècle », il a été lauréat de l'Académie française.

## Biographie
Enfant, il s'installe avec son père médecin à Saint-Pétersbourg où il suit sa scolarité en russe. Il s'inscrit à l'université et entame des études de mathématiques, de physique et de chimie. Il commence alors à mener des voyages d'étude puis parcourt les mers d'Asie à bord d'un bateau qui assure la liaison maritime entre Odessa et Vladivostok. Il publie ses récits consacrés à la Crimée, à Constantinople et à l'Inde.
En 1899, à la suite d'émeutes étudiantes, il se rend à Paris où il poursuit ses études à la Sorbonne, ayant notamment le chimiste et académicien Marcellin Berthelot comme professeur ; il y a également rencontré sa compatriote Marie Curie. Il retourne en Russie en 1901 et enseigne la physique et la chimie à l'Institut de Technologie de l'Université de Tomsk, en Sibérie occidentale. Il donne aussi des cours à l'Académie d'Agriculture et publie des articles consacrés à l'hydrologie, à la géologie, à la physique et à la géographie.
En 1905, il est nommé au laboratoire de recherches techniques de Mandchourie, chargé de la prospection minière, et dirige le département de la Société russe de géographie à Vladivostok. Il visite à ce titre les îles de la mer du Japon et le détroit de Béring. Il est alors un membre influent de la communauté polonaise de Mandchourie et publie, en polonais, son premier roman, Noc (La Nuit).
Impliqué dans les mouvements révolutionnaires, il est arrêté et condamné à mort. Sa peine sera commuée en travaux forcés. En 1907 il est relâché avec l'interdiction de travailler et de quitter la Russie. Il se consacre alors à l'écriture de romans, en partie autobiographiques, qui lui permettent de regagner la grâce des dirigeants. En février 1917, il est nommé professeur à l'Institut polytechnique d'Omsk, en Sibérie. Lorsqu'éclate la Révolution d'Octobre, il se rallie aux groupes contre-révolutionnaires, et accomplit différentes missions pour le chef du gouvernement anti-bolchévik Alexandre Koltchak, qui fait de lui son ministre des finances.

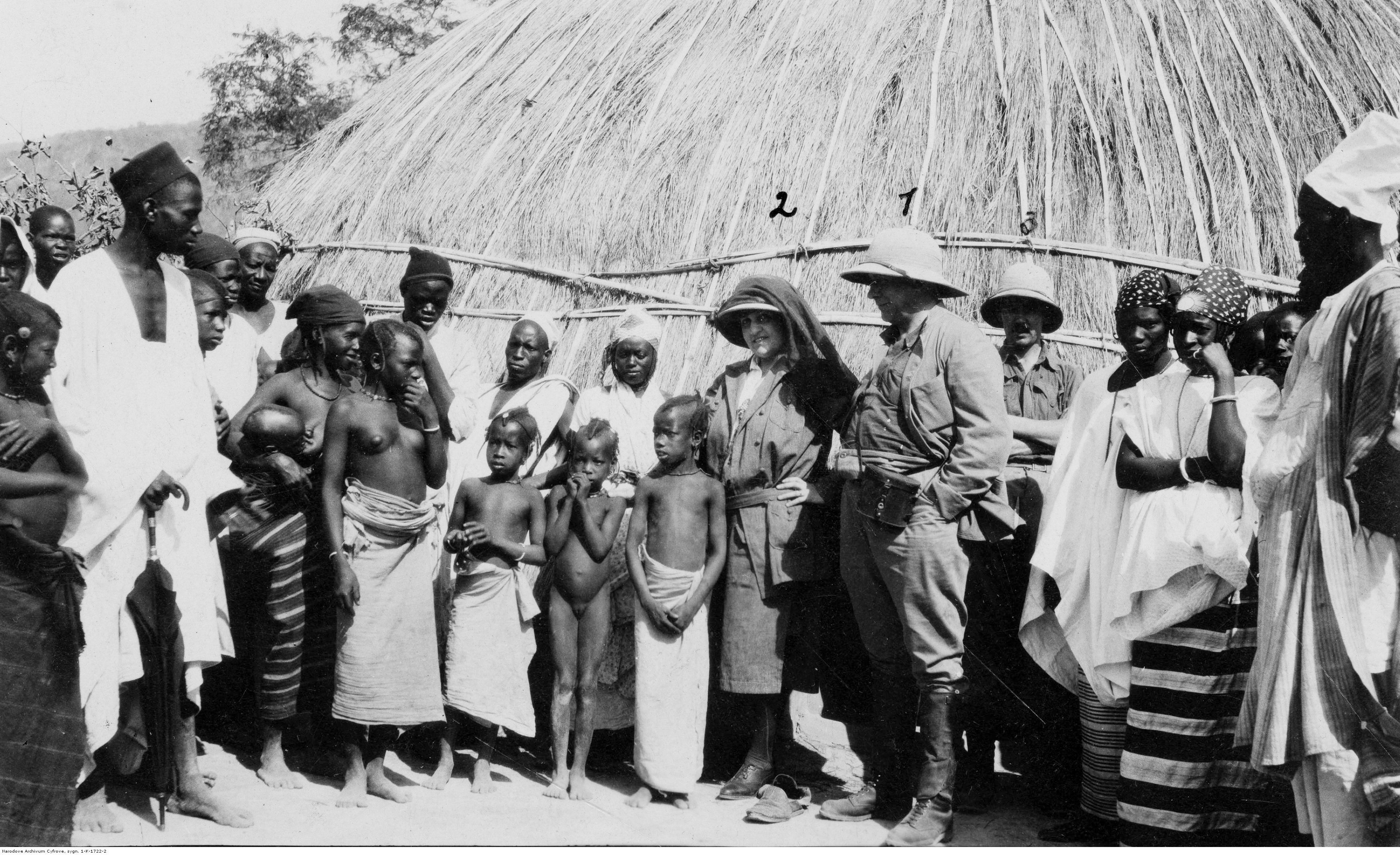
Ferdynand Ossendowski Guinée 1926

Condamné à fuir avec d'autres compagnons, il raconte son épopée dans Bêtes, Hommes et Dieux, qui sera publié en 1923. Le récit, qui se présente comme un livre d'aventures vécues, commence au moment où Ossendowski vient d'apprendre qu'on l'a dénoncé aux Bolcheviks et que le peloton d'exécution l'attend. Il emporte un fusil et quelques cartouches et gagne la forêt dans le froid glacial. Commence ainsi une course-poursuite dont il ne sortira vivant, pense-t-il, que s'il réussit à gagner à pied l'Inde britannique, par les passes de Mongolie, puis le désert de Gobi, puis le plateau tibétain, ensuite l'Himalaya. En réalité, il ne pourra pas atteindre le Tibet et il devra revenir en Mongolie en proie aux troubles de la Révolution mongole de 1921.

Au cours de son périple, Ossendowski rencontre le baron von Ungern-Sternberg avec qui il passe dix jours à Ourga. Avec l'aide de ce dernier, il arrive finalement à joindre la côte du Pacifique et les États-Unis. C'est là qu'il s'arrête. Refusant de retourner en Asie, il décide de s'installer à New York et publie son récit Bêtes, Hommes et Dieux. Le livre sera traduit dans vingt langues et sera publié 77 fois. Ossendowski est alors l'un des cinq écrivains les plus populaires dans le monde, et ses livres sont comparés avec les œuvres de Rudyard Kipling, d'Albert Londres ou de Karl May.

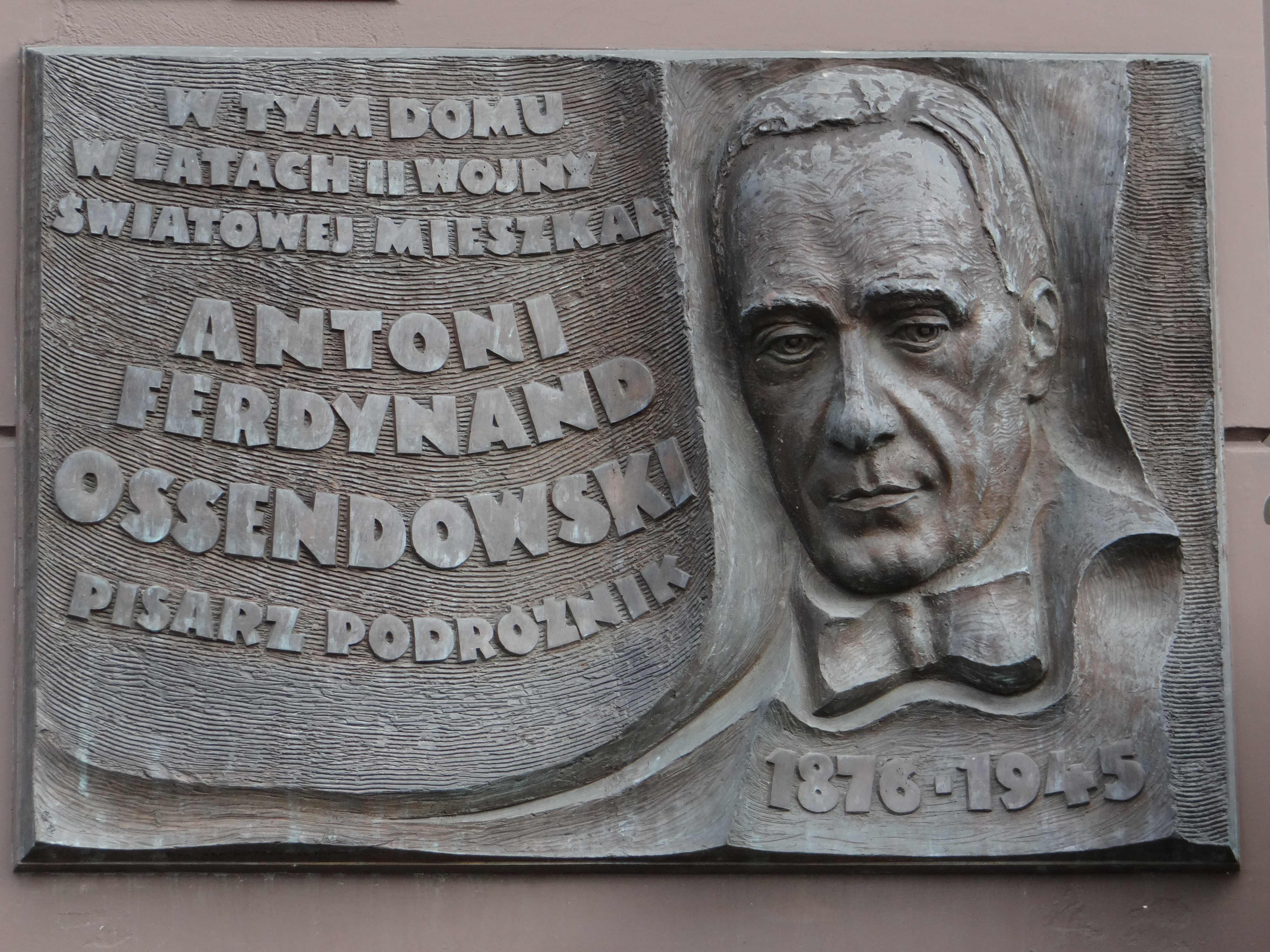
Plaque commémorative apposée sur la maison où Ferdynand Ossendowski a vécu pendant la seconde guerre mondiale (Maison Martin Weinfeld, 27 de la rue Grójecka, Varsovie, Pologne)

En 1922, il se rend en Pologne et s'installe à Varsovie. Il enseigne alors à l'université, à l'École supérieure de guerre et à l'Institut d'études politiques de la capitale. Dans le même temps, il est fréquemment consulté par le gouvernement sur les questions liées à la politique soviétique.
Tout en continuant de voyager, il publie différents ouvrages qui le feront considérer comme l'un des auteurs polonais les plus populaires, y compris à l'étranger. Il réédite le succès de son premier récit avec un livre consacré à Lénine, dans lequel il critique sévèrement les méthodes des dirigeants communistes en Russie.
Pendant la Seconde Guerre mondiale, Ossendowski reste à Varsovie où il participe au gouvernement clandestin de Pologne sur les questions d'éducation. De confession luthérienne, il se convertit au catholicisme en 1942. Malade, il s'installe en 1944 dans le village de Żółwin, près de Milanówek où il meurt le 3 janvier 1945. Les militaires soviétiques qui avaient réussi à s'emparer de la région le cherchaient pour l'arrêter en tant qu'ennemi du peuple à la suite de ses écrits anticommunistes. Il a fallu déterrer son corps pour apporter la preuve de sa mort. Ses ouvrages ont été, par la suite, interdits par le gouvernement communiste de Pologne jusqu'à la chute du régime en 1989.

## Œuvre

### Œuvre parue en France
- 1913 : Le Brig « Le Terreur », nouvelle de science-fiction Première publication en France en 2015 dans un recueil de deux nouvelles : Le Brig « Le Terreur » suivi de La Lutte à venir (1914). Traduit du russe par Viktoriya et Patrice Lajoye, Lingva; Lisieux, coll. « Classiques populaires », 123 p.  (ISBN 979-10-94441-06-0).
- 1914 : La Lutte à venir, nouvelle d'anticipation Première publication en France en 2015 dans un recueil de deux nouvelles : Le Brig « Le Terreur » (1913) suivi de La Lutte à venir (1914). Traduit du russe par Viktoriya et Patrice Lajoye, Lingva ; Lisieux, coll. « Classiques populaires », 123 p.  (ISBN 979-10-94441-06-0).
- 1923 : Bêtes, Hommes et Dieux (Zwierzęta, ludzie, bogowie lub Przez kraj ludzi, zwierząt i bogów. Konno przez Azję Centralną) Première publication en France en 1924[4] ; introduction par Lewis Stanton Palen, traduit de l'anglais par Robert Renard, Paris : Plon-Nourrit, 275 p. Dernière réédition en 2011[5] sous le titre Bêtes, Hommes et Dieux. À travers la Mongolie interdite 1920-1921, traduit en 1924, Paris : Phébus-Libella, collection :  « Libretto » no 56, 311 p.  (ISBN 978-2-7529-0620-5).

René Guénon, spécialiste des doctrines métaphysiques de l’Orient fait une analyse critique de cet ouvrage en 1927 dans Le Roi du monde dans un contexte de scepticisme à l’égard des faits rapportés par l’aventurier et d’accusations de plagiat, notamment concernant le concept d’Agartha, un supposé royaume souterrain.
- 1923 : L'Ombre du sombre Orient, les Russes et la Russie d'aujourd'hui et de toujours (Cień ponurego Wschodu: za kulisami życia rosyjskiego) Première publication en France en 1926[6], traduction de Robert Renard, Paris : E. Flammarion, 249 p.
- 1923 : L'Homme et le mystère en Asie (avec Lewis Stanton Palen)[7] Première publication en France en 1925[8], traduit de l'anglais par Robert Renard, Paris : Plon-Nourrit, 307 p. Dernière réédition en 1995 sous le titre Asie fantôme : à travers la Sibérie sauvage 1898-1905, trad. de Robert Renard, Paris : Phébus, collection : « D'ailleurs », 267 p.  (ISBN 2-85940-401-5). Réédition en 2008, trad. par Robert Renard, Paris : Éd. de la Loupe, 205 p.  (ISBN 2-84868-236-1).
- 1924 : Derrière la muraille chinoise (Za Chińskim Murem) Première publication en France en 1927, traduction de Robert Renard, Paris : E. Flammarion, 249 p.
- 1925 : De la Présidence à la Prison (Od szczytu do otchłani: wspomnienia i szkice) Première publication en France en 1926[9], traduit de l'anglais par Robert Renard, avec une introduction de Lewis Stanton Palen, Paris : Plon et Nourrit, 312 p. Dernière réédition en 2009, trad. de Robert Renard ; Paris : Phébus, collection : « Libretto » no 299), 266 p.  (ISBN 978-2-7529-0417-1).
- 1926 : Sous le fouet du Simoun (Pod smaganiem samumu. Podróż po Afryce Północnej. Algierja i Tunisja) Première publication en France en 1928, traduction de Robert Renard, Paris : E. Flammarion, 295 p.
- 1926 : Le Maroc enflammé Première  en France en 1927, traduction de Robert Renard, Paris : E. Flammarion, 284 p.
- 1927 : Tchar Aziza, Roman Marocain Première publication en France en 1929, traduit de l'anglais par Robert Renard, Paris : Ernest Flammarion, 247 p.
- 1928 : Esclaves du soleil (Niewolnicy słońca: podróż przez zachodnią połać Afryki podzwrotnikowej w l. 1925/26 r.) Première publication en France en 1931, traduction de Robert Renard, Paris : A. Michel, collection : Maîtres de la littérature étrangère. Nouvelle série, 315 p.
- 1928 : Le Faucon du désert (Sokół pustyni) Première publication en France en 1931, traduction de Caroline Bobrowska et Robert Renard, Paris : A. Michel, collection des maîtres de la littérature étrangère. Nouvelle série, 251 p.
- 1928 Le Premier Coup de minuit (Pięć minut po północy) Première publication en France en 1934, traduction de Robert Renard, Paris : A. Michel, collection :  Maîtres de la littérature étrangère. Nouvelle série, 318 p.
- 1930 : Kett, journal d'un chimpanzé

- 1931 : Lénine Première publication en France en 1932, traduction de Paul Kleczkowski et Robert Renard, Paris : A. Michel, 446 p.
- 1931 : La Ménagerie (Zwierzyniec) Première traduction en France en 1933, traduction du polonais par Caroline Bobrowska et Robert Renard, Paris : A. Michel, collection « Les Belles Aventures », no 4, 254 p.
- 1932 : Le Fils de Bélira (Syn Beliry) Première publication en France en 1934, traduction de Boguslaw Szybek et Robert Renard, Paris : A. Michel, Collection :  Maîtres de la littérature étrangère. Nouvelle série, 317 p.
- 1932 : Les Navires égarés (Okręty zbłąkane) Première publication en France en 1936 : Les Navires égarés suivi de Le Capitaine blanc (Biały kapitan, 1939) ; traduction de Caroline Bobrowska et Robert Renard, Paris : A. Michel, Collection : « Les Belles Aventures », 319 p.
- 1939 : Le Capitaine blanc (Biały kapitan) Première publication en France en 1936 : Le Capitaine blanc précédé de Les Navires égarés ; traduction de Caroline Bobrowska et Robert Renard, Paris : A. Michel, Collection : « Les Belles Aventures », 319 p.
- 2018 : Rencontre avec le Roi du monde Première publication en France en 1924. Rosières en Haye : Camion Noir, 424 p.  (ISBN 9782357799745)

## Œuvre inédite en France
(liste non exhaustive. Le titre original est suivi de sa traduction littérale française)
- 1905 : Noc (La Nuit)
- 1923 : Najwyższy lot (Le Plus Haut Vol)  (ISBN 9788375651645)
- 1924 : Cud bogini Kwan-Non: z życia Japonji (Le Miracle de la Déesse Kwan-Non : la vie du Japon)
- 1925 : Po szerokim świecie (De par le vaste monde)
- 1927 : Huragan (litt., Ouragan)
- 1927 : Wśród Czarnych (Chez les noirs)
- 1928 : : Karpaty i Podkarpacie (Les Carpates et les Basses Carpates)  (ISBN 978-83-89183-30-9)
- 1929 : Męczeńska włóczęga (Męczeńska le clochard)
- 1930 : Mali zwycięzcy: przygody dzieci w pustyni Szamo (Vainqueurs du Mali : aventure pour enfants dans le désert Szamo)
- 1930 : Nieznanym szlakiem (Un sentier inconnu)
- 1931 : Gasnące ognie: podróż po Palestynie, Syrji, Mezopotamji (Feux incessants : voyage à travers la Palestine, la Syrie, la Mesopotamie)
- 1932 : Przygody Jurka w Afryce (Nouvelles aventures en Afrique)
- 1932 : Słoń Birara (L'Éléphant Birara)
- 1932 : W krainie niedźwiedzi (Au pays des ours)
- 1932 : Narodziny Lalki (La Naissance des poupées)
- 1934 : Afryka, kraj i ludzie (Afrique, terres et gens)
- 1934 : Polesie (litt., Polésie)
- 1935 : Skarb Wysp Andamańskich (Trésor des Îles Andaman)
- 1935 : W polskiej dżungli (Dans la jungle)
- 1936 : Puszcze polskie (Forêts polonaises)  (ISBN 8392274342)
- 1936 : Miś i Chicha (L'Ours en peluche et Chicha)
- 1937 : Szanchaj (Shanghai)
- 1937 : Młode wino (Vin nouveau)
- 1937 : Postrach gór (La Terreur des montagnes)
- 1938 : Biesy (Les Possédés)
- 1938 : Zygzaki (Zigzag)
- 1939 : Cztery cuda Polski (Quatre merveilles de la Pologne)
- 1946 : Jasnooki łowca
- 1947 : Wacek i jego Pies
- 1992 : Cadyk ben Beroki (Cadyk ben Beroki)  (ISBN 83-85174-19-2)
- Chmura nad Gangesem (Un nuage au-dessus du Gange)
- W ludzkim pyle (Dans la poussière humaine)

## Sources
- Bibliothèque nationale de France (pour les œuvres parues en France)

- (uk)/(pl) Cet article est partiellement ou en totalité issu des articles intitulés en ukrainien « Фердинанд Оссендовський » (voir la liste des auteurs) et en polonais « Ferdynand Ossendowski » (voir la liste des auteurs).